# 쥘 마스네
쥘 에밀 프레데리크 마스네(프랑스어: Jules Émile Frédéric Massenet, 1842년 5월 12일 - 1912년 8월 13일)는 프랑스의 작곡가이다. 오페라 작품으로 유명하며, 19세기 말과 20세기 초에 굉장한 인기를 얻었다. 그 작품들은 뒤에 대부분 잊혔으나, 1980년대 이후 다시 상연되기 시작했다. 《마농》과 《베르테르》는 한 세기를 넘어서 꾸준히 상연되었다.

## 일대기
마스네는 외곽의 작은 촌락이자, 이제는 프랑스 루아르 지역 생테티엔의 한 부분인 몽타우(Montaud)에서 태어났다. 그가 11살일 때 그의 가족은 파리로 이주하였고, 마스네는 그곳 음악원에서 공부할 수 있었다. 1862년 로마 대상을 거머쥐게 되었고, 로마에서 3년간 지냈다. 마스네의 첫 번째 오페라는 1867년 오페라 코미크 극장에서 상연된 1막짜리 작품이었으며, 그가 차이콥스키와 구노처럼 칭송을 받게 된 작품은 그의 드라마적인 오라토리오, 《마리아 막델리나》였다.
마스네는 잠시 작곡 작업을 중단하고 프로이센-프랑스 전쟁에서 군인으로 복무하였다. 1871년 전쟁이 끝난 이후 다시 작곡자로 돌아오게 되었다. 1878년부터 그는 파리 음악원에서 작곡가와 교수로 봉직하였고 귀스타브 샤르팡티에, 레이날도 한과 샤를 케클랭을 제자로 두었다. 그의 대표작으로는 오페라 《마농》(1884년), 《베르테르》(1892), 《타이스》(1894)가 있다. 유명한 후기 오페라인 《돈키호테》는 1910년 몬테카를로에서 전설적인 러시안 베이스 가수인 표도르 샤리아핀이 표제 역을 맡아 초연했다.

## 평가
마스네는 바그너의 라이트모티프기법을 사용하였으나 일부에서는 조금 들척지근하다고 여긴 것처럼 프랑스풍으로 가볍게 작곡하였다. 뱅상 당디는 마스네를 "분리되고 종교에 반하는 호색함을 전달한다"라며 비난하였다. 맹렬한 논객인 레온 도데는 마스네의 양식을 극진히 경멸하여, 그의 음악을 금조나 공작새가 꼬리를 펼히는 것 같은 자극적인 음탕함에 비유하였다.
그러나 마스네는 세계에서 가장 인기있고 성공적인 작곡가들 중의 하나로, 그의 음악의 장점은 지금까지도 지속되는 생동감과 매력에 있다. 마스네는 유능한 선율이 아름다운 작곡가이고, 무대인이며, 좋은 의미이든 나쁜 의미이든 간에 완벽히 창조적이며 개인적인 예술가였다. 그의 음악은 다른 누구의 것과도 혼동되지 않을 정도로 독창적이다.
마스네는 오페라뿐만 아니라 연주회 모음곡, 발레 음악, 오라토리오와 칸타타, 그리고 약 200여개의 성악곡들을 작곡하였다. 오페라에서 성악이 아닌 부분 중 몇 개는 여기저기서 인기를 얻었고, 자주 연주되었다. 〈명상〉 역시 《타이스》에서 파생된 바이올린 협주곡이다.

## 마스네의 작품들

### 오페라
- 대고모, La grand'tante - 1867
- 비쟁의 동 세제르, Don César de Bazan - 1872
- 라오르의 왕, Le roi de Lahore - 1877
- 에로디아드, Hérodiade - 1881
- 마농, Manon - 1884
- 르 시드, Le Cid - 1885
- 에클라르몽드, Esclarmonde - 1889
- 동방의 세 현인, Le mage - 1891
- 베르테르, Werther - 1892
- 타이스, Thaïs - 1894
- 마농의 초상, Le portrait de Manon - 1894
- 나바레인, La Navarraise - 1894
- 사포, Sapho - 1897
- 신데렐라, Cendrillon - 1899
- 그렌젤리디스, Grisélidis - 1901
- 노트르담의 마술사, Le jongleur de Notre-Dame - 1902
- 세뤼뱅, Chérubin - 1903
- 아리안, Ariane - 1906
- 테레제, Thérèse - 1907
- 바쿠스, Bacchus - 1909
- 돈키호테, Don Quichotte - 1910
- 로마, Roma - 1912
- 파뉘르주, Panurge - 1913
- 클레오파트라, Cléopâtre - 1914
- 아마디스, Amadis - 1922

### 오라토리오와 칸타타
- 다비드 리치오, David Rizzio - 1863
- 마리아 막달레나(영어판), Marie-Magdeleine - 1873
- 이브, Ève - 1875
- 나르시스, Narcisse - 1877년
- 성 처녀, La Vierge - 1880
- 비블리스, Biblis - 1886
- 약속된 땅(영어판), La Terre Promise - 1900

### 발레 음악
- 종소리, Le Carillon - 1892
- 매미, Cigale - 1904
- 에스파다, Espada - 1908
- 마농 이야기, L'histoire de Manon (arr. Leighton Lucas) - 1974

### 관현악곡
- 관현악의 첫 번째 모음곡, Première suite d'orchestre - 1867년
- 헝가리 풍경, Scènes hongroises - 1870
- 그림같은 풍경, Scènes pittoresques - 1874
- 극적인 풍경, Scènes dramatiques - 1875
- 나폴레옹 풍경, Scènes napolitaines - 1876
- 동화의 풍경, Scènes de féerie - 1881년
- 알사스의 풍경, Scènes alsaciennes - 1882
- 교향시 '영상', Symphonic Poem 'Visions' - 1890
- 첼로와 관현악을 위한 환상곡, Fantaisie pour violoncelle et orchestre - 1897
- 피아노 협주곡 내림마장조, Concerto pour piano et orchestre - 1903

## 참고 자료
- 마스네의 악보, IMSLP
- 마스네 웹사이트(프랑스어)